# Північне Сулавесі
Північне Сулавесі (індонез. Sulawesi Utara, також скорочено Sulut) — провінція Індонезії, в північній частині острова Сулавесі, на островах Сангір, Талауд та інших. Площа 15 364 км², населення 2 621 923 чоловік (2020). Адміністративний центр — місто Манадо.